# Cierre de forma

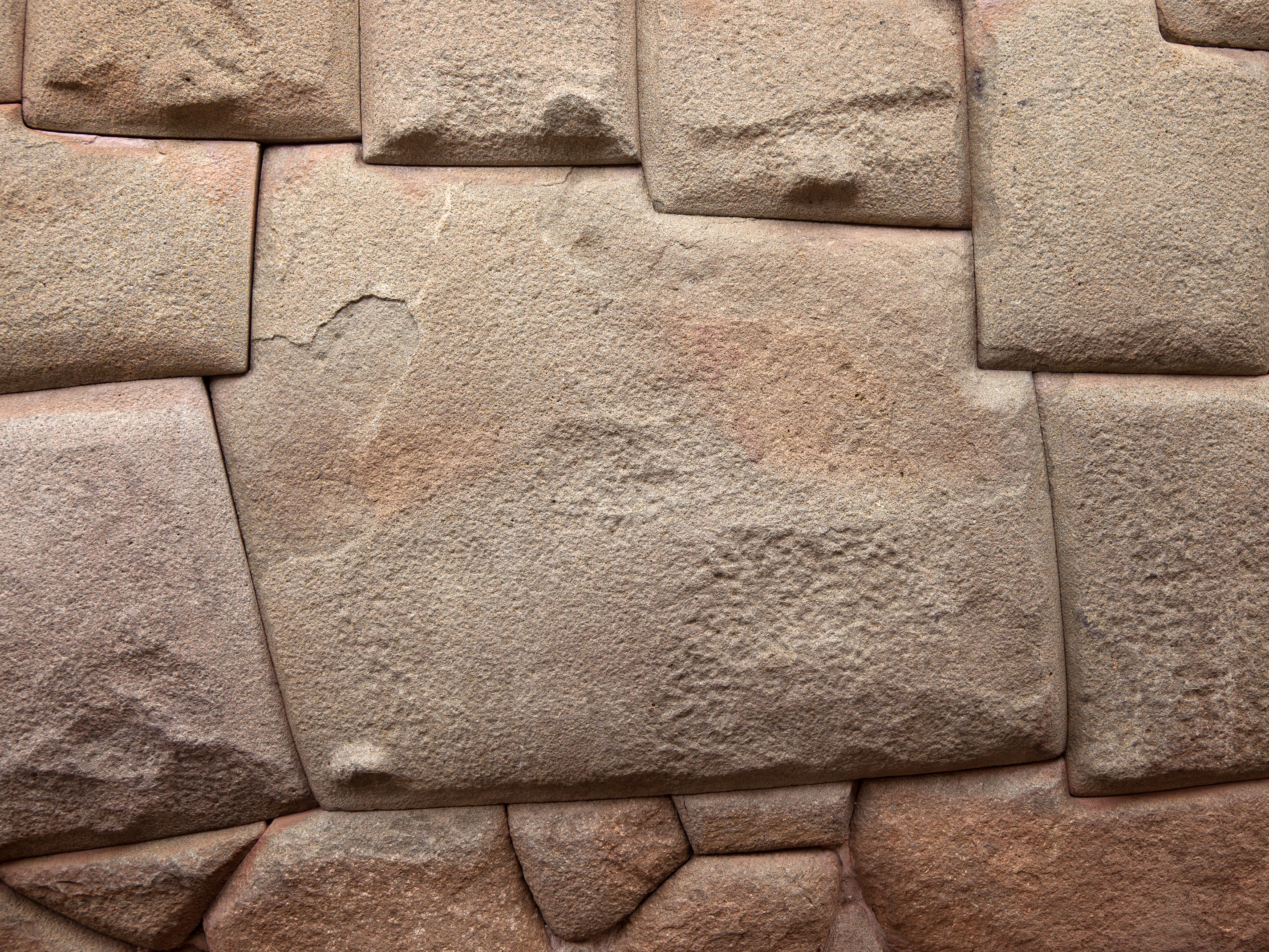
Piedra de los doce ángulos del muro inca erigido en piedra seca (Cuzco, Perú). ejemplo de cierre de forma

En mecánica, un cierre de forma  es un tipo de unión entre piezas, que, para mantenerlas unidas. aprovecha la geometría de las mismas. Es decir, a diferencia de los cierres de fricción, que dependen de la fuerza de apriete, los cierres de forma utilizan, como se ha dicho, la forma de las propias piezas para evitar que se separen. Las uniones pueden ser fijas, articuladas o de otros tipos.
Ejemplos:
- Llaves y chavetas: Utilizadas para unir ejes y ruedas dentadas.
- Juntas en cola de milano: Utilizados en carpintería para unir piezas de madera.
- Engranajes: Donde los dientes de un engranaje encajan con los dientes de otro.

## Características

La animación muestra una pinza de la ropa

En los conjuntos montados, las fuerzas que pueden actuar pueden ser diversas. A menudo, además de las formas relativas, existen otros efectos (rozamiento, fuerzas elásticas, adhesivos,...) que deben tenerse en cuenta para un correcto funcionamiento. Por ejemplo, dos piezas de Lego se montan con una pequeña interferencia. El plástico es suficientemente elástico y proporciona una pequeña fuerza de anclaje. Un montaje balder no ofrecería ningún esfuerzo de anclaje y la estabilidad de conjuntos con cientos de piezas sería muy precaria.
Los cierres de forma pueden observarse en objetos y herramientas de uso cotidiano desde las épocas primitivas hasta aplicaciones más avanzadas.
- Comentarios de la animación.

Formada por tres piezas: dos brazos (de madera o plástico) y un muelle con palancas. El muelle se monta a presión, insertando las palancas en las ranuras de los brazos. El muelle queda con cierta tensión. La forma de los brazos y del muelle, y la tensión inicial, aseguran una unión estable del conjunto. Y permiten los movimientos de funcionamiento: abrir, cerrar y proporcionar una fuerza de sujeción.

## Piezas LEGO

Dimensiones estándar de piezas Lego.

Las piezas de Lego de todas las variedades constituyen un sistema universal que es un caso típico de cierre de forma. A pesar de la variación en el diseño y los propósitos de las piezas individuales a lo largo de los años, cada pieza sigue siendo compatible de alguna manera con las piezas existentes. Los ladrillos Lego de 1958 todavía se entrelazan con los fabricados en la actualidad, y los juegos de Lego para niños pequeños son compatibles con los fabricados para adolescentes. Se pueden combinar seis ladrillos de montantes de 2×4 de 915,103,765 formas.

## Piedra seca
Las construcciones de piedra seca, en estado natural o trabajada, basan la estabilidad en la forma relativa de las piedras y la disposición del conjunto. Considerando la gravedad y el rozamiento, constituyen una solución tradicional y un ejemplo de cierre de forma. En 2018, la UNESCO inscribió esta práctica en la Lista Representativa de Patrimonio Cultural Inmaterial de la Humanidad, con la denominación Conocimientos y técnicas del arte de construir muros en piedra seca, afectando territorialmente a Croacia, Chipre, Francia, Grecia, Italia, Eslovenia, España y Suiza.

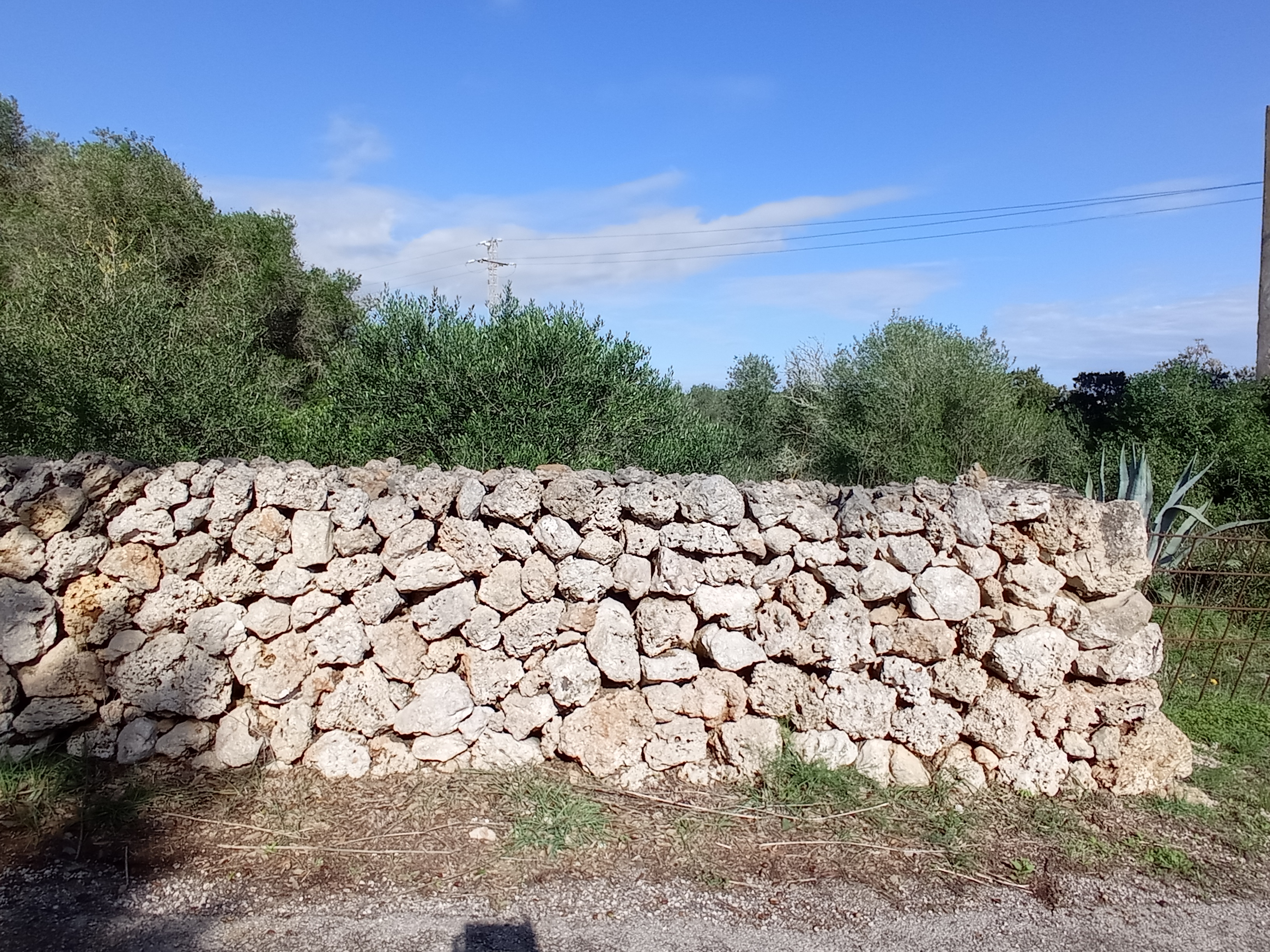
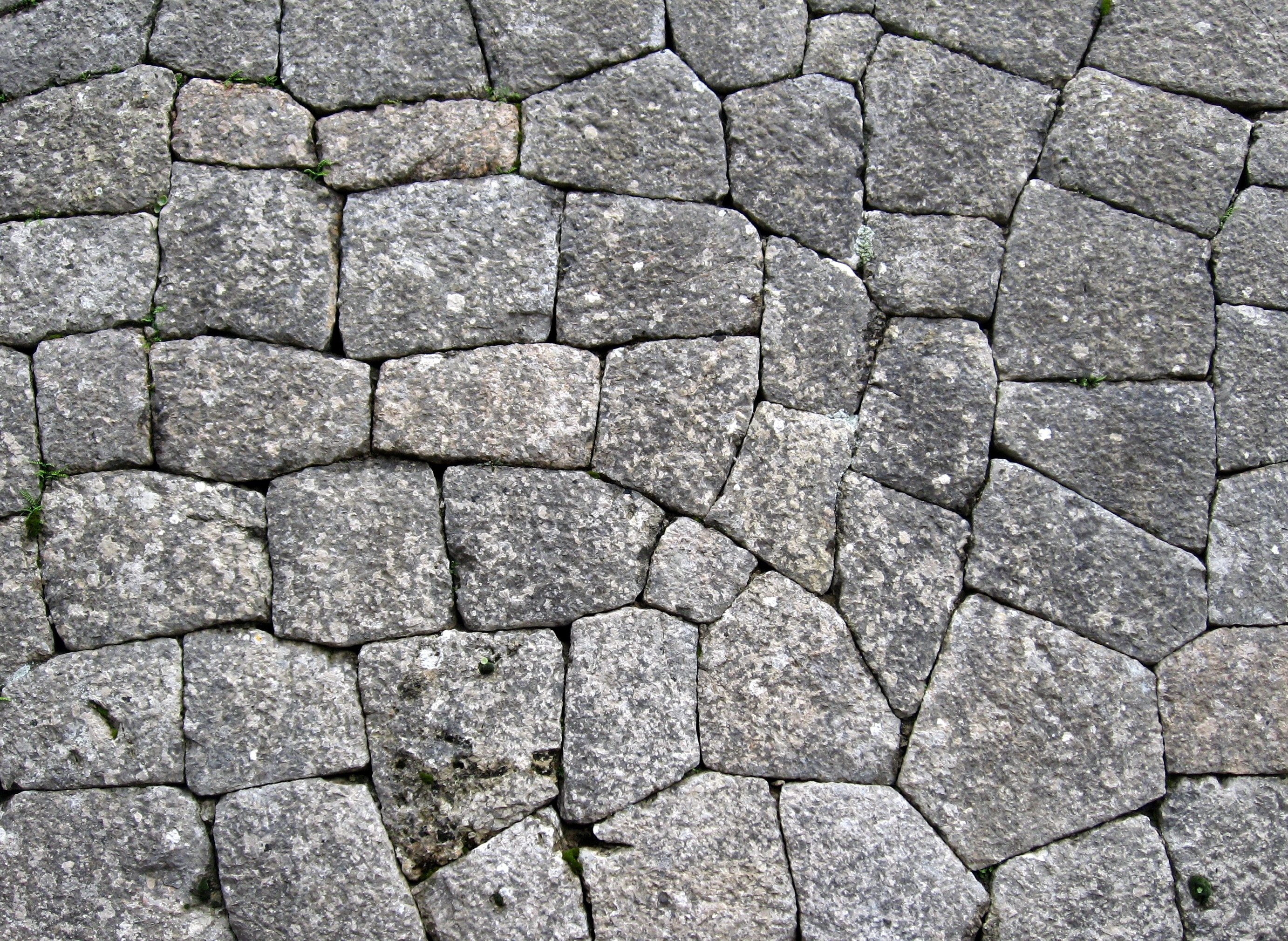

## Armas primitivas

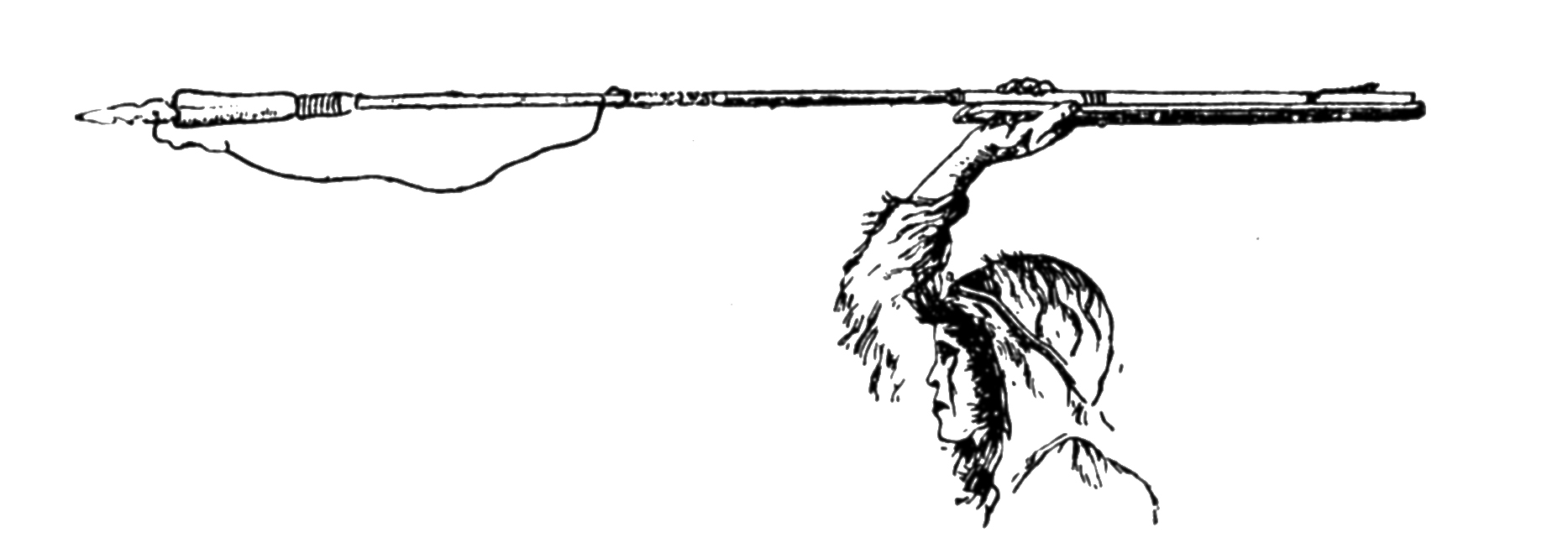
Inuit haciendo uso de un propulsor

Los propulsores para lanzar jabalinas disponen de un diente o protuberancia para que repose la base del proyectil. La unión provisional entre el propulsor y el proyectil es un cierre de forma.

## Violín
- La figura 1 muestra la pieza llamada alma del violín.  Una pequeña pieza cilíndrica de madera que se monta con una ligera interferencia entre la mesa armónica y el fondo. Sin ningún pegamento. Un cierre de forma fijo que puede desmontarse.[10]
- Las clavijas de afinación de un violín tienen una parte ligeramente cónica que se aloja en un agujero cónico de la cabeza del instrumento. Cuatro clavijas, cuatro agujeros, que componen un cierre de forma..

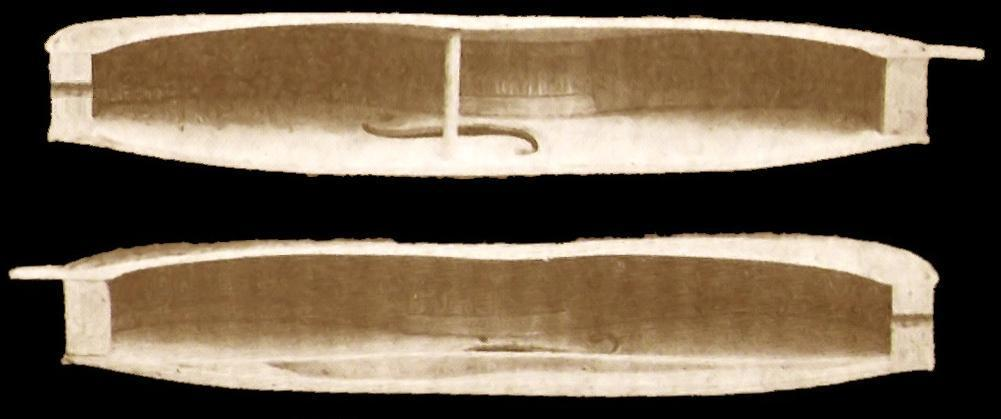
Figura 1. Sección mostrando el alma.
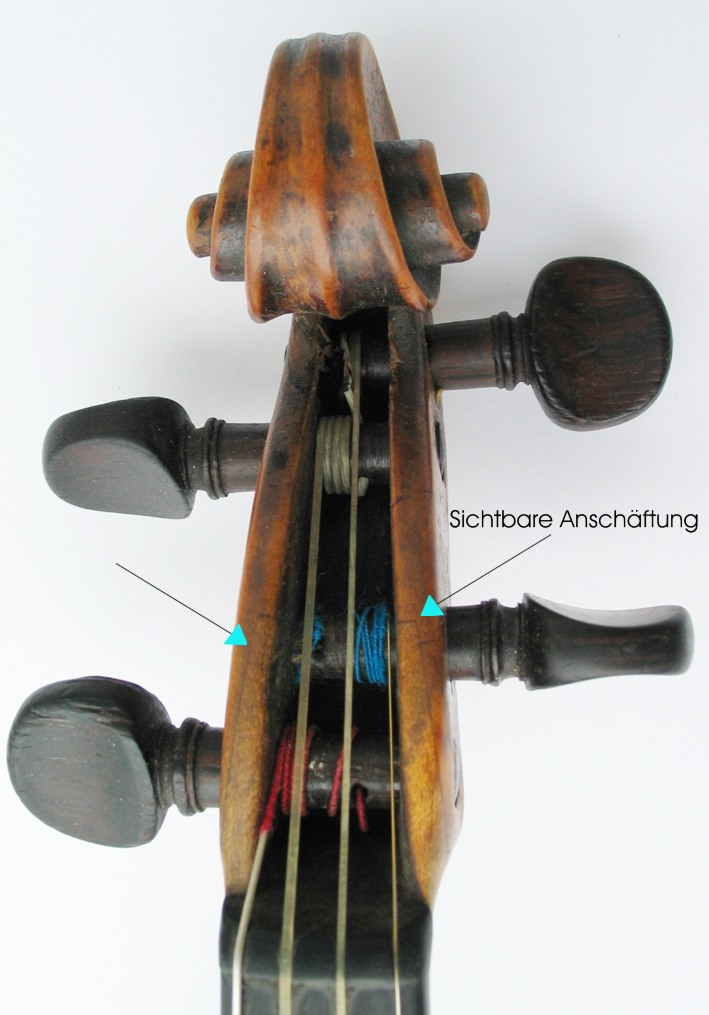
Figura 2. Clavijero de afinación.
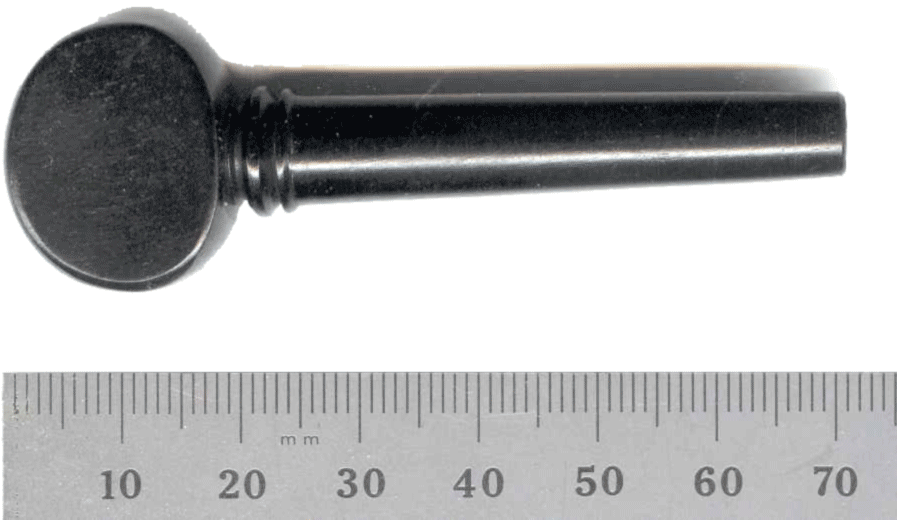
Figura 3. Clavija de afinación. Ligeramente cónica.

## TransmisiónTransmatic[11]
En 1987 se comercializó una transmisión variable continua basada en una cinta de metal (multipieza). El proyecto y la fabricación eran también de Van Doorne. El sistema de funcionamiento era similar al del Variomatic. Pero las nuevas cintas de metal trabajaban a compresión, a diferencia de las de goma, que transmitían la fuerza por tracción.  
La cinta multipieza estaba formada por una muchedumbre de pequeñas piezas de acero montadas entre dos cintas flexibles de acero templado. Cada pequeña pieza iba guiada por un fleje a cada lado formando un cierre de forma.

## Puzzle
Hay varios rompecabezas tridimensionales basados en cierres de forma.

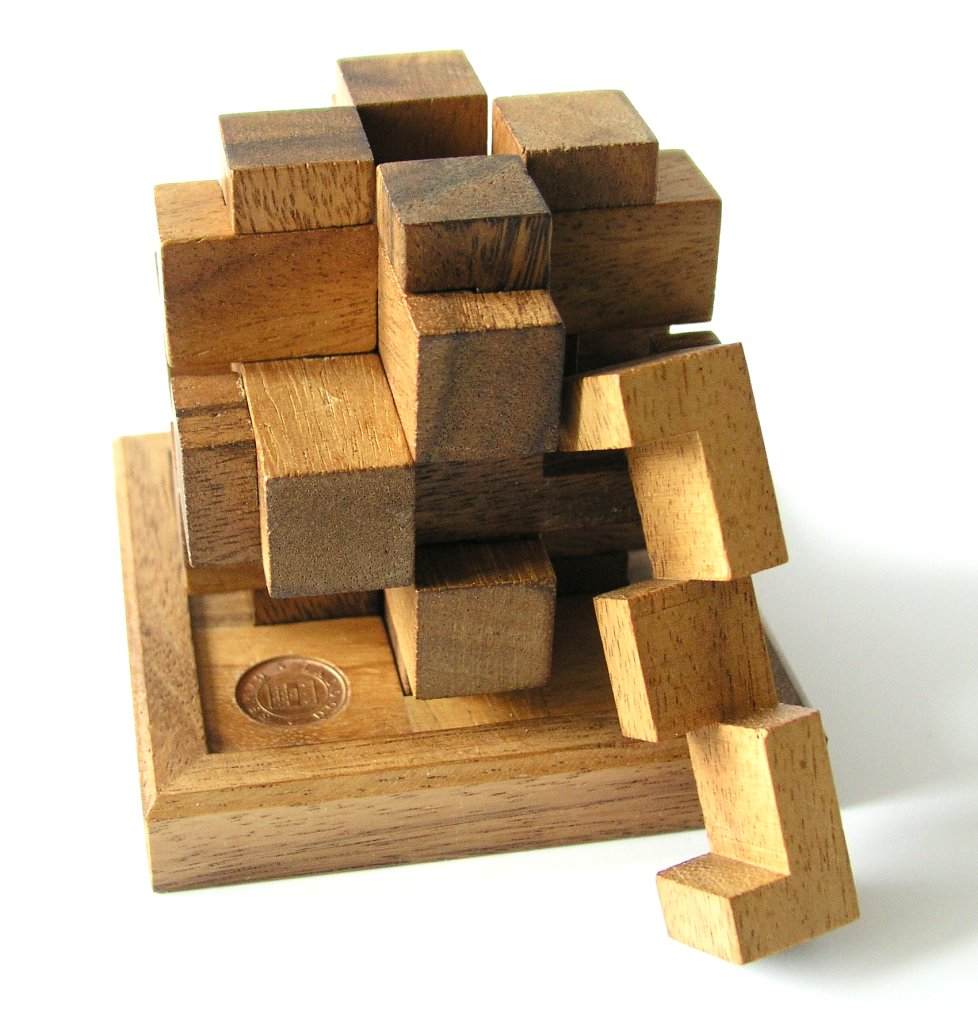
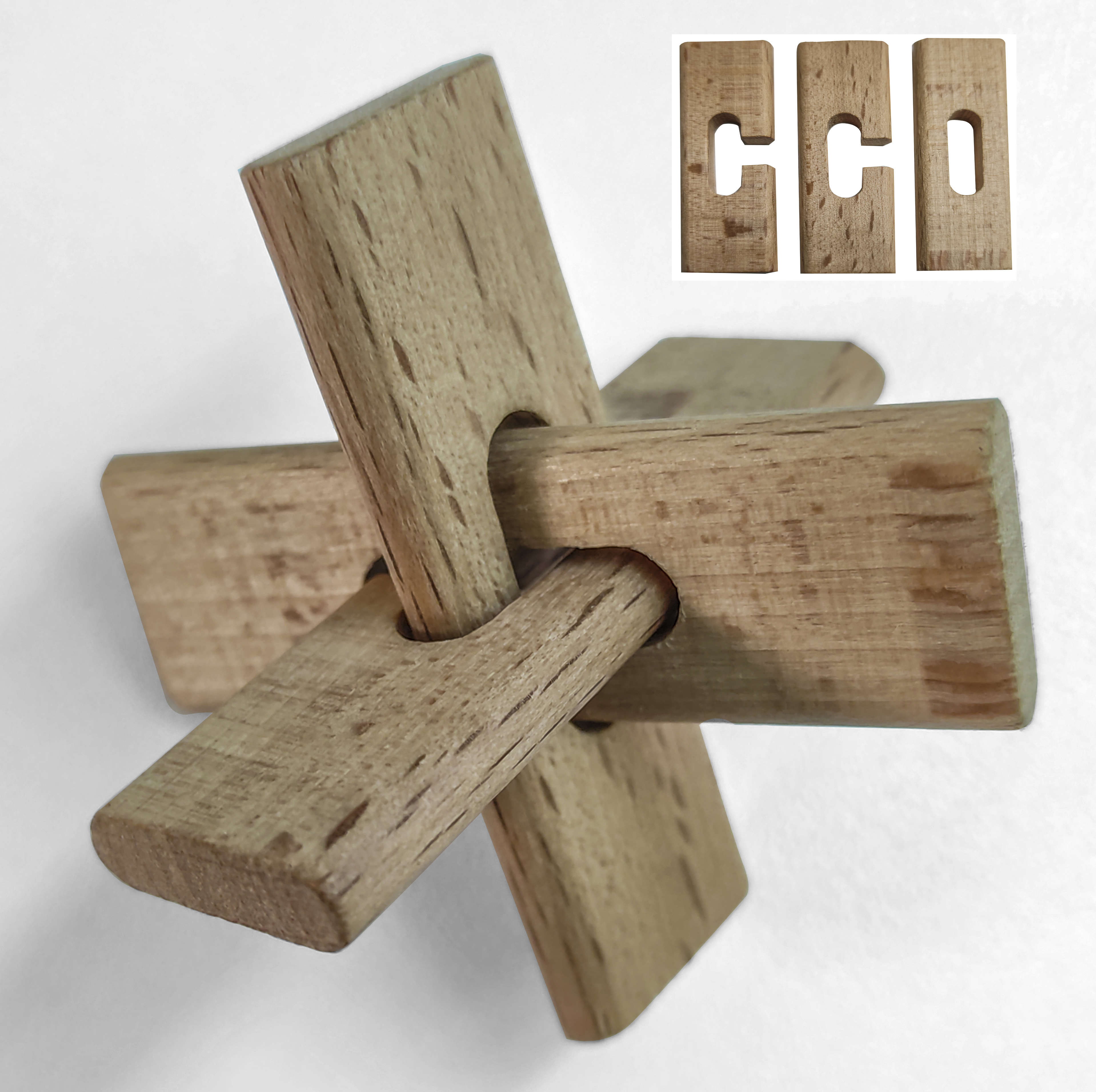